# سيونى سودا
سيونى سودا (الاسم العلمي:Cyanophora sudae) هي نوع من الطحالب الزرقاء يتبع جنس السيونى من فصيلة السيونات.